# Joaíma
Joaíma là một đô thị thuộc bang Minas Gerais, Brasil. Đô thị này có diện tích 1667,725 km², dân số năm 2007 là 14881 người, mật độ 8,8 người/km².